# Собор Святого Дионисия Ареопагита (Афины)
Собор святого Дионисия Ареопагита (греч. Καθεδρικός Ναός του Αγίου Διονυσίου του Αρεοπαγίτη) — католическая церковь, находящаяся в городе Афины, Греция. Храм является кафедральным собором афинской архиепархии и назван в честь святого Дионисия Ареопагита.

## История
Земельный участок для строительства церкви был приобретён греческой католической общиной в 1847 году. Проект церкви составил немецкий архитектор Лео фон Кленце, который взял за основу церковь аббатства Святого Бонифация в Мюнхене. Строительство храма началось в 1853 году и завершилось в 1865 году. Строительством церкви руководил греческий архитектор Лисандрос Кавтанзоглу, который внёс некоторые изменения в первоначальный проект. Освящение храма состоялось 4 мая 1865 года.
В 1877 году Римский папа Пий IX объявил собор святого Дионисия Ареопагита малой базиликой.

## Архитектура
Церковь построена в виде базилики и имеет размер длиной 38 метров, шириной 24 метра и 15 метров в высоту.
Неф состоит из двенадцати мраморных столбов из зелёного мрамора, привезённого с острова Тиноса. Восемь окон церкви украшены фресками, изображающих различных святых. Четыре витража с правой стороны изображают святую Амалию, Сикста II, Телесфора и Афанасия Великого. С левой стороны располагаются витражи святого Отто, Антера, Клета и Иоанна Златоуста. Эти фрески являются работами немецкого художника Карла де Буше (Karl de Bouchet) и были подарены баварским королём Людвигом Баварским.
В 1869 году австрийский император Франц Иосиф I посетил Афины и пожертвовал значительную денежную сумму на две мраморные кафедры, которые расположены слева и справа от алтаря.

## Источник
- Ευγένιος Δαλέζιος: «Ο εν Αθήναις Καθεδρικός Ναός του Αγίου Διονυσίου του Αρεοπαγίτου», Αθήναι, 1965.
- Επίσημη πεντάγλωσση μπροσούρα Καθεδρικού Ναού Αγίου Διονυσίου Αρεοπαγίτη, Αθήνα.